# Sárgalemezű békagomba
A sárgalemezű békagomba (Chrysomphalina chrysophylla) a csigagombafélék családjába tartozó, Európában és Észak-Amerikában honos, korhadó fenyőtörzseken, -ágakon élő, nem ehető gombafaj. 

## Megjelenése
A sárgalemezű békagomba kalapja 1-4 cm széles; alakja eleinte széles domború; később majdnem laposan kiterül, közepe bemélyed. Széle fiatalon begöngyölt, kifejletten egyenes, esetleg kissé hullámos. Felszíne nagyon finoman korpás-pikkelykés. Alapszíne sárgás, de felületét szürkésbarna, sárgásbarna, barackbarna
szálak és pikkelyek borítják. 
Húsa vékony, sárgás-narancsos színű. Szaga és íze nem jellegzetes. 
Viszonylag ritkás lemezei tönkre lefutók, nem elágazók. Színük halványsárga, sárga vagy narancsszínű. 
Tönkje 2-4 cm magas és max. 0,3 cm vastag; nagyjából egyenletesen hengeres alakú. Felszíne csupasz vagy nagyon finoman szőrözött. Színe sárga, narancssárga, néha majdnem fehér. 
Spórapora sárgás. Spórája elliptikus, sima, inamiloid, mérete 8,5-15,5 x 4,5-7 µm. 

### Hasonló fajok
A sárga pereszke, a sárgalemezű fülőke, a sárga rókagomba, az olajsárga fapereszke hasonlíthat hozzá. 

## Elterjedése és termőhelye
Európában és Észak-Amerikában honos. 
Fenyők korhadó törzsén, ágain (néha fűrészporon is) található egyesével, kisebb vagy nagyobb csoportokban. Nyáron és ősszel terem. 

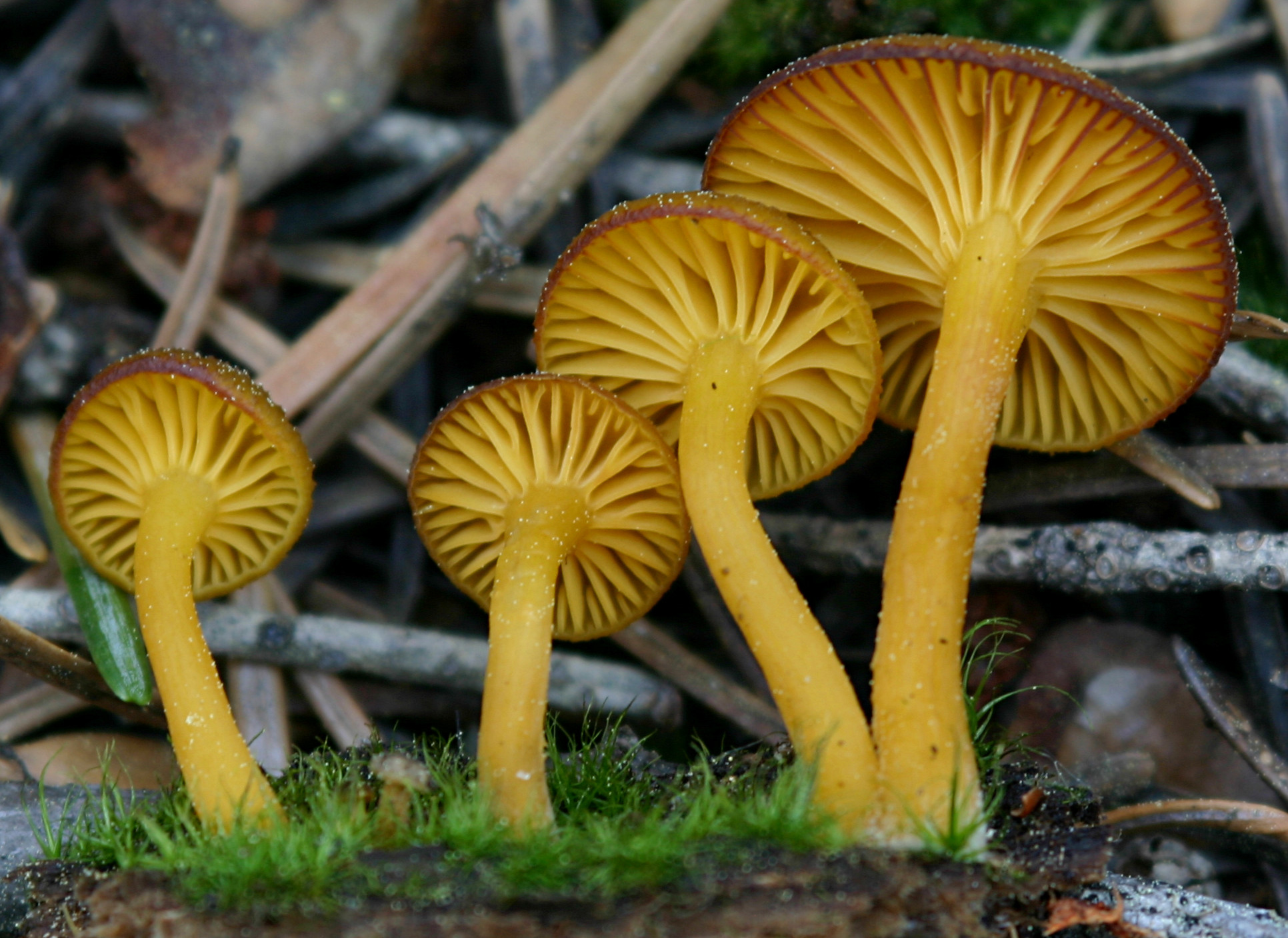
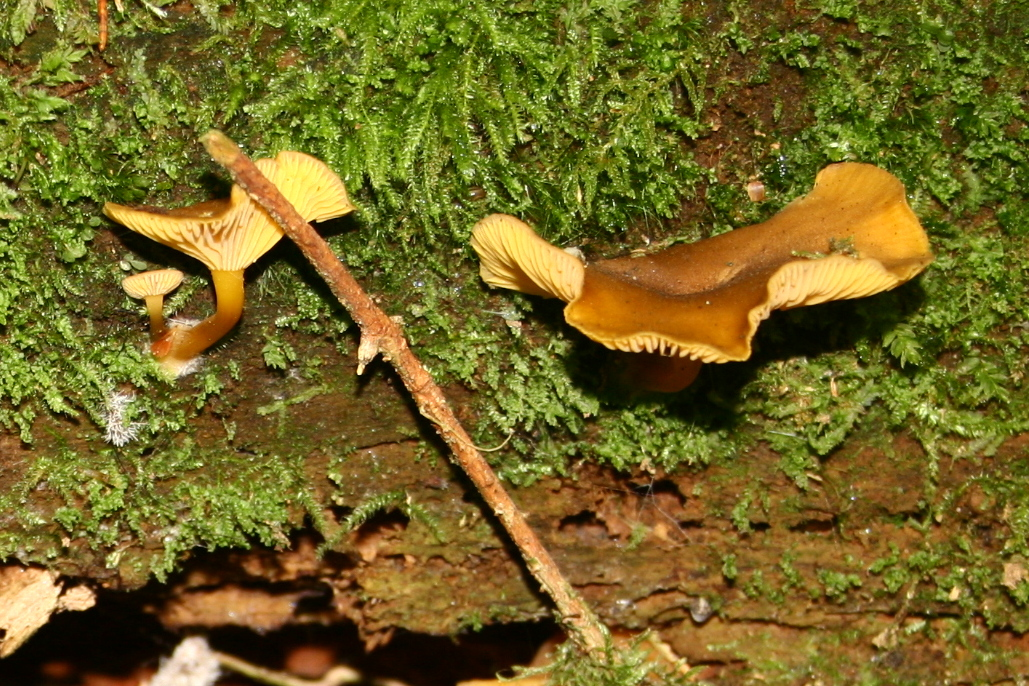

Nem ehető.  